# Amazonas 1
O Amazonas 1 foi um satélite de comunicação geoestacionário, da série Eurostar 3000S, foi construído pela Astrium, do grupo EADS, mesma fabricante dos satélites 1A e 1B da Hispasat. O satélite foi lançado pela ILS através do PROTON M Breeze M, no Cazaquistão, em 4 de agosto de 2004, às 22:32 UTC.
Alguns dados:
Massa Seca: 2135 Kg

Massa Líquida: 4605 Kg

Tempo de Vida: 15 anos

Payload: 7.5 kW DC

EIRP Máxima: 52dBW (Brasil)

Ele possuía 27 transponders em banda C e 36 transponders em banda Ku (equivalentes de 36MHz).

## História
Até no começo do ano de 2013 o satélite estava localizado na posição orbital de 61 graus oeste, mas como o satélite Amazonas 3 já está totalmente operacional e tendo migrado toda a operação que estava no Amazonas 1 para ele, a Hispasat resolveu mover o satélite Amazonas 1 da atual posição orbital de 61 graus oeste para uma nova posição.
O satélite Amazonas 1 ainda era pra ter consideráveis cinco anos de vida útil pela frente, no entanto a Hispasat não está assim tão confiante na possibilidade de que ele continue funcionando sem problemas pois o Amazonas 1 teve problemas de vazamento de combustível, mas ele é pra ter pelo menos mais dois anos de vida útil, entre órbita geoestacionária e inclinada, e deve ser usada apenas a banda Ku para fazer transmissões para as Américas e Europa.
Após sair de sua posição orbital de 61 graus oeste o satélite Amazonas 1 foi transferido para 36 graus oeste. mas ele está sem nenhuma transmissão de sinal de Tv, a Hispasat ainda não sabe se ele tornará a ser operacional e nem mesmo se haverá interesse do mercado em continuar a usar este satélite, provavelmente ele vai transmitir apenas feeds. Em 13 de dezembro de 2013 o mesmo passou a transmitir um canal de transmissão de dados na banda Ku. No início de 2014 o Amazonas 1 foi movido para a posição orbital de 55,5 graus de longitude oeste e a Hispasat firmou acordo com a Overon que fará a distribuição do sinal de transmissão da Copa do Mundo de 2014 para diversos continentes, aproveitando-se da posição privilegiada que o satélite Amazonas 1 está posicionado atualmente.
Usando oito transponders do satélite, a Hispasat fará ligação da transmissão da Copa do Mundo de 2014 do Brasil com a América do Sul, Europa e América do Norte.
Entre outras emissoras, o Fox Sports e a Al Jazeera farão a cobertura da Copa do Mundo através do satélite da Hispasat.
O Amazonas 1 entrou em trabalho novamente para cobrir o mundial de futebol entre seleções após os satélites Hispasat da posição orbital de 30 graus oeste terem sido descartados para tal trabalho.
A Hispasat não deixou claro se após a Copa do Mundo de 2014, que será realizada entre a segunda quinzena de junho e a primeira quinzena de julho, o Amazonas 1 será desativado ou se será aproveitado para outros serviços. Foi retirado em junho de 2017.

## Cobertura
Banda C -> Américas

Banda Ku -> América do Norte, América do Sul e Brasil

## Cronologia
| Adjudição da concessão Anatel  | Setembro  | 2000 |
| Acordo marco com a Oi          | Dezembro  | 2001 |
| Contrato do satélite           | Janeiro   | 2002 |
| Revisão preliminar de design   | Abril     | 2002 |
| Acordo de objectivos           | Junho     | 2002 |
| Revisão crítica de design      | Fevereiro | 2003 |
| Integração de sistema          | Setembro  | 2003 |
| Testes de vazio térmico        | Dezembro  | 2003 |
| Testes mecânicos               | Março     | 2004 |
| Medida do diagrama de rediação | Abril     | 2004 |
| Revisão da aceitação de voo    | Junho     | 2004 |
| Lançamento                     | Agosto    | 2004 |

| Plataforma                       | Amazonas                                      |
| Tipo Eurostar                    | 3.000 s                                       |
| Fabricante                       | Astrium                                       |
| Dimensões da estrutura principal | Altura: 5,8 m Largura: 2,9 m Longitude: 2,4 m |
| Potência dos amplificadores      | 60 w (Banda C) 100 w (Banda Ku)               |
| Longitude                        | 36,10 m                                       |
| Massa:                           | 4,605 kg                                      |
| Potência eléctrica               | 77.000 w CC                                   |

| Número de transponders | Físicos: 51 (19 Banda C e 32 Banda Ku) equivalente a 36 MHz (27 Banda C e 36 Banda Ku) |
| Polarização            | horizontal e vertical                                                                  |
| Frequências            | Banda C e Banda Ku                                                                     |
| Máxima PIRE            | 52 dbw (Brasil)                                                                        |
| Processamento a bordo  | Sistema Amerhia                                                                        |
| Número de antenas      | 5                                                                                      |

| Plataforma                       | Amazonas                                      |
| Tipo Eurostar                    | 3.000 s                                       |
| Fabricante                       | Astrium                                       |
| Dimensões da estrutura principal | Altura: 5,8 m Largura: 2,9 m Longitude: 2,4 m |
| Potência dos amplificadores      | 60 w (Banda C) 100 w (Banda Ku)               |
| Longitude                        | 36,10 m                                       |
| Massa:                           | 4,605 kg                                      |
| Potência eléctrica               | 77.000 w CC                                   |

| Número de transponders | Físicos: 51 (19 Banda C e 32 Banda Ku) equivalente a 36 MHz (27 Banda C e 36 Banda Ku) |
| Polarização            | horizontal e vertical                                                                  |
| Frequências            | Banda C e Banda Ku                                                                     |
| Máxima PIRE            | 52 dbw (Brasil)                                                                        |
| Processamento a bordo  | Sistema Amerhia                                                                        |
| Número de antenas      | 5                                                                                      |